# Johannes Peter
Johannes Heinrich Peter Peter (* 13. Januar 1791 in Fulda; † 4. Februar 1841 in Soisdorf) war ein deutscher Landwirt und Mitglied der Kurhessischen Ständeversammlung.

## Leben
Johannes Peter betrieb in Soisdorf eine Landwirtschaft und wurde 1834 Vertreter für Jodocus Balthasar Arnd in der kurhessischen Ständeversammlung, der er bis 1837 angehörte. Er musste aus gesundheitlichen Gründen auf sein Mandat verzichten. 